# Jürn Cornelius
Jürn Cassens Cornelius (* 12. Juli 1957 in Hage, Landkreis Norden) ist ein deutscher Musiker, Komponist, Schauspieler und Produzent.

## Leben
Jürn Cassens Cornelius wuchs in Jemgum, im Rheiderland auf. Im Alter von neun Jahren begann er, Gitarre zu spielen. Etwa acht Jahre später gründete er zusammen mit seinem Bruder Jan Cornelius die „Poly-Skiffle-GmbH“, eine Band mit Teekistenbass, Banjo und Waschbrett als Schlagzeug. Kurze Zeit später entdeckten die beiden Geschwister die plattdeutsche Sprache für ihre Musik und es entstand das Duo „Jan & Jürn“.
1978 lernte das Duo Karl Dall kennen, damals noch bei „Insterburg & Co.“. Dieser produzierte die erste LP, Jan & Jürn, Lieder auf Platt mit ihnen. In den folgenden fünf Jahren entstanden dann noch drei weitere LPs und diverse Sampler und Singles. Im regionalen Rundfunk- und Fernsehprogramm waren „Jan & Jürn“ regelmäßig präsent.
1986 wurde Jürn Cornelius Schauspieler, spielte vier Jahre an der Landesbühne Niedersachsen Nord in Wilhelmshaven, komponierte nebenbei Theatermusik und war Sprecher in plattdeutschen Hörspielen bei Radio Bremen. In dieser Zeit begegnete er auch Samy Molcho und hatte so die Gelegenheit, Körpersprache und Pantomime eingehend zu studieren. 1992 verließ er das Theater und machte sich mit einem Aufnahmestudio selbständig.
Cornelius produzierte Musik und Hörspiele, von denen Highlights wie das „Warschauer Symphonieorchester“ auf Norderney zu nennen sind, und das Hörspiel Muku Muh und Bingel Bingel, wofür er 2002 den niedersächsischen Hörfunkpreis für seine Musik und die Gesamtgestaltung erhielt.
Seit 2006 ist Jürn Cornelius wieder als Musiker unterwegs und startete am 29. März 2008 seine Bühnenshow Still Jürn, Welthits auf Platt.

## Auszeichnungen
- 2002 Niedersächsischer Hörfunkpreis für das Hörspiel Muku Muh und Bingel Bingel[2]

## Diskografie (Auswahl)
- Jan & Jürn - To Huus (Lieder Auf Platt), Stockfisch Records, 1979
- Jan & Jürn - Siet An Siet, Verlag Atelier Im Bauernhaus, 1980

- Muku Muh und Bingel Bingel zwei Abenteuergeschichten, 2002, Oldenburg Isensee
- Waterdanz, 2001, Wilhelmshaven ARTyCHOKE Artist Productions

### Single
- Hase Und Igel, Landesbühne Niedersachsen Nord, 1984